# Bidiyya

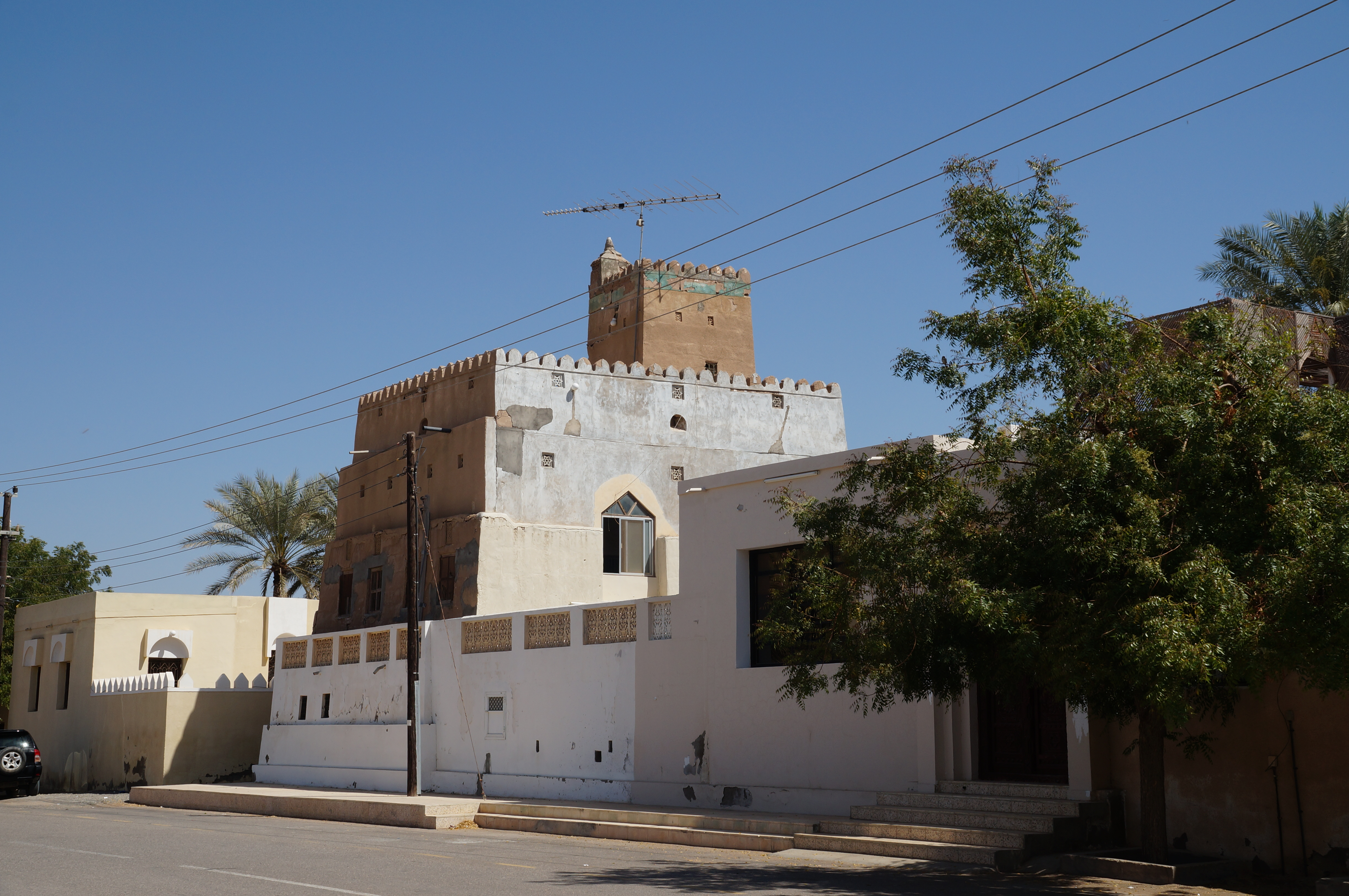
Fort von Al-Mintarib in Bidiyya

Bidiyya (auch Bidiya und Bidiyah, arabisch بدية‎) ist eine Kleinstadt mit ca. 11.000 Einwohnern im Sultanat Oman. Bidiyya liegt im östlichen Landesinneren direkt an den Ausläufern der Rimal Al Wahiba Wüste und an der Fernstraße Route 23. Bidiyya ist administrativ auch ein Wilaya des Gouvernements Schamal asch-Scharqiyya. Der Verwaltungsbezirk hat eine Größe von 3625 km² und eine Einwohnerzahl von 20.946 Personen. Zur Stadt gehören ebenfalls die Orte Al-Mintarib und Al-Ghabbi, welche Startpunkte für Touren durch die Wüste sind und auch Hotels beherbergen. Bekannt ist die Stadt für mehrere kleine Festungen wie das Fort Al-Mintarib.